# Taking Chances

Tacking chances

Taking Chances este ultimul album în limba engleză al artistei Celine Dion, fiind cel de-al 13-lea album în limba engleză, din totalul de 35 de albume lansate până în prezent.
- Anul lansării: 2007

## Listă track-uri
CD
- 01. "Taking Chances" (Kara DioGuardi, Dave Stewart) – 4:07
- 02. "Alone" (Billy Steinberg, Tom Kelly) – 3:23
- 03. "Eyes on Me" (Kristian Lundin, Savan Kotecha, Delta Goodrem) – 3:53
- 04. "My Love" (Linda Perry) – 4:08
- 05. "Shadow of Love" (Anders Bagge, Aldo Nova, Peter Sjöström) – 4:10
- 06. "Surprise Surprise" (DioGuardi, Martin Harrington, Ash Howes) – 5:14
- 07. "This Time" (David Hodges, Ben Moody, Steven McMorran) – 3:47
- 08. "New Dawn" (Perry) – 4:45
- 09. "A Song for You" (Bagge, Nova, Robert Wells) – 3:27
- 10. "A World to Believe In" (Tino Izzo, Rosanna Ciciola) – 4:08
- 11. "Can't Fight the Feelin'" (Nova) – 3:51
- 12. "I Got Nothin' Left" (Ne-Yo, Charles Harmon) – 4:20
- 13. "Right Next to the Right One" (Tim Christensen) – 4:10
- 14. "Fade Away" (Peer Astrom, David Stenmarck, Nova) – 3:17
- 15. "That's Just the Woman in Me" (Kimberly Rew) – 4:33
- 16. "Skies of L.A." (Christopher Stewart, The-Dream, Thaddis Harrell) – 4:24

Japanese CD / iTunes bonus tracks
- 01. "Map to My Heart" (Guy Roche, Shelly Peiken) – 4:15
- 02. "The Reason I Go On" (Christian Leuzzi, Nova, A. Borgius) – 3:42

Deluxe edition DVD - videos from Live in Las Vegas - A New Day...
- 01. Exclusive sneak preview from Live in Las Vegas - A New Day... (Stephane Laporte) – 7:24
- 02. "The Power of Love" (Candy DeRouge, Gunther Mende, Mary Susan Applegate, Jennifer Rush) – 3:38
- 03. "I Drove All Night" (Steinberg, Kelly) – 4:29
- 04. "I Surrender" (Louis Biancaniello, Sam Watters) – 5:15
- 05. "I Wish" (Stevie Wonder) – 4:16

DVD - Taking Chances: The Sessions
- 01. "That's Just the Woman in Me" (Rew) – 3:30
- 02. "Alone" (Steinberg, Kelly) – 8:12
- 03. "Eyes on Me" (Lundin, Kotecha, Goodrem) – 8:27
- 04. "A Song for You" (Bagge, Nova, Wells) – 8:49
- 05. "Surprise Surprise" (DioGuardi, Harrington, Howes) – 5:44
- 06. "A World to Believe In" (Izzo, Ciciola) – 6:18

Costco bonus CD
- 01. "If You Asked Me To" (Diane Warren) – 3:55
- 02. "The Power of Love" (Rouge, Mende, Applegate, Rush) – 5:43
- 03. "Because You Loved Me" (Warren) – 4:35
- 04. "It's All Coming Back to Me Now" (Jim Steinman) – 7:37
- 05. "All by Myself" (Eric Carmen, Sergei Rachmaninoff) – 5:12
- 06. "My Heart Will Go On" (James Horner, Will Jennings) – 4:41
- 07. "That's the Way It Is" (Lundin, Max Martin, Andreas Carlsson) – 4:03
- 08. "I Drove All Night" (Steinberg, Kelly) – 4:00

## Poziții în top
| Țara               | poziția | Certification | vânzări   |
| ------------------ | ------- | ------------- | --------- |
| Argentina          | 4       |               |           |
| Australia          | 12      | Platinum      | 70,000    |
| Austria            | 3       | Gold          | 10,000    |
| Belgium Flandres   | 7       | Gold          | 15,000    |
| Belgium Wallonie   | 3       | Gold          | 15,000    |
| Brazil             | 25      |               | 15,000    |
| Canada             | 1       | 4× Platinum   | 400,000   |
| Czech Republic     | 32      |               |           |
| Denmark            | 2       | Gold          | 15,000    |
| Estonia            | 19      |               |           |
| Europe             | 1       |               |           |
| Finland            | 13      |               | 11,328    |
| France             | 2       | Gold          | 108,000   |
| Germany            | 5       |               |           |
| Greece             | 2       |               |           |
| Hungary            | 12      |               |           |
| Ireland            | 6       | 2× Platinum   | 30,000    |
| Italy              | 5       | Platinum      | 100,000   |
| Japan              | 6       | Gold          | 114,939   |
| Mexico             | 40      |               |           |
| Netherlands        | 4       | Gold          | 30,000    |
| New Zealand        | 4       | Gold          | 7,500     |
| Norway             | 7       |               |           |
| Poland             | 21      |               |           |
| Portugal           | 9       |               |           |
| South Africa       | 1       | 2× Platinum   | 120,000   |
| Spain              | 8       | Gold          | 40,000    |
| Sweden             | 8       | Gold          | 20,000    |
| Switzerland        | 1       | Platinum      | 30,000    |
| United Kingdom     | 5       | Platinum      | 338,000   |
| United States      | 3       | Platinum      | 1,000,000 |
| United World Chart | 2       | Platinum      | 3,100,000 |